# Patalliro!
Patalliro! (яп. パタリロ!, Patariro!, укр. Паталліро!) — японська серія манґи, написана та проілюстрована Мінео Майя. Комедійна манґа виходила в журналі Hana to Yume з 1978 по 1990 рік, потім перейшла до Bessatsu Hana to Yume у 1991 році, а з 2020 року випускається в додатку Manga Park (マンガPark).
Аніме-адаптація, Boku Patalliro! (яп. ぼくパタリロ!), виробництва студії Toei Animation, спочатку транслювалася з 8 квітня 1982 року по 13 травня 1983 року на Fuji TV і була першою, яка представила тематику сьонен-ай на телебаченні.
Серіал також отримав чотири вистави, засновані на різних арках з аніме та манґи, і живу адаптацію в 2018 році.
Дві додаткові манґи, Patalliro Saiyūki! і Patalliro Genji Monogatari!, були спочатку серіалізовані в 2003—2005 і 2004—2008 роках відповідно. Patalliro Saiyūki! отримав аніме-адаптацію виробництва Magic Bus, яка транслювалася на Kids Station з 5 червня по 9 листопада 2005 року.
Станом на 2019 рік тираж манґи перевищив 25 мільйонів копій, що робить її однією з найбільш продаваних серій манґи.

## Сюжет
Вигадана країна Малінера багата родовищами алмазів. Її новим правителем стає 10-річний хлопчик Паталліро, який дуже розумний, але водночас витворяє різні витівки. Але через багатство країни життя Паталліро весь час перебуває в небезпеці, і тому до нього приставляють слугу — агента розвідки МІ-6 Джека Банкорана. Він має захищати юного короля від злочинного синдикату і родичів, які бажають отримати трон Паталліро. Один із кілерів злочинного синдикату на ім'я Мараїх закохується в Джека і починає вимагати уваги до себе, ревнуючи буквально до всіх, хто входить у контакт із Джеком. На головних героїв чекають зустрічі з інопланетянами, монстрами, роботами, подорож у часі та інші шалені речі, і врешті-решт стає зрозумілим, що це плід божевільних фантазій Паталліро, який здатний втягувати в неї оточуючих людей.

## Персонажі
Паталліро де Малінер VIII (яп. パタリロ・ド・マリネール8世)
10-річний вундеркінд з діабетом — король Малінера. Коли він розчарований або збентежений, він доглядає за собою, як кіт.
Джек Барбароса Банкоран (яп. ジャック・バルバロッサ・バンコラン)
Майор Банкоран з МІ-6. Його прозвали «грозою бісьоненів» за його здатність спокушати молодих чоловіків одними лише очима. Паталліро запитав Банкорана, чи цікавився він його матір'ю, але Банкоран заявив, що його приваблюють лише чоловіки. Зустріч з Паталліро змінила його життя; після того, як він був охоронцем найдратівливішої людини, яку він коли-небудь зустрічав, тепер він живе з Мараїхом, який намагався його вбити, та їхнім сином Фігаро. Банкоран відомий своїми блакитними тінями для повік (фіолетовими у Patalliro Saiyuki), довгим чорним волоссям і тим, що він ніколи не знімає рукавичок, навіть у ліжку. Його ім'я походить від Анрі Бенколіна.
Мараїх (яп. マライヒ)
18-річний колишній вбивця з алмазного синдикату. Його колишній коханець граф Ларкен наказав йому не повертатися, доки він не вб'є Банкорана, але він врешті-решт змінився і став коханцем Банкорана. Він має лютий характер і кипить від ревнощів щоразу, коли біля Банкорана є бісьонен. Він регулярно б'є Банкорана, незалежно від того, зраджує той чи ні, і чомусь двічі завагітнів, незважаючи на те, що біологічно чоловік. Його вагітність вирізана з аніме. У манзі він вперше завагітніє в 10 томі, а вдруге в 46 томі. Його перша вагітність закінчується викиднем, але вдруге він народжує сина на ім'я Фігаро Банкоран. Він досвідчений користувач ножем, і його зовнішній вигляд і тіло дозволяють йому легко зійти за жінку.
Плазма XРобот, якого Паталліро побудував, щоб добувати алмази на Місяці, і ще один могутній персонаж; одним із його навичок є здатність стріляти лазерами з очей.
Афро-18
Жінка-робот, створена Паталліро. Спочатку їй не подобається Плазма X, але згодом вони стали чоловіком і дружиною.
Таманегі
Бісьонен-охоронці Паталліро. Змушені приховувати свою красу під м'якою уніформою, матовими окулярами, масками, які закривають роти, носи, і перуками в стилі цибулі.

## Спадщина
Рок-музикант Томоакі Ісідзука взяв своє сценічне ім'я «Пата» від Паталліро, його прізвиська в старшій школі, оскільки він, як кажуть, був схожий на головного героя серіалу.
Йошіхіро Тоґаші, автор Yu Yu Hakusho, створив дизайн свого персонажа Хієї на основі Patalliro!.